# Liberia i olympiska sommarspelen 1984
Liberia deltog med 7 deltagare vid de olympiska sommarspelen 1984 i Los Angeles. Ingen av landets deltagare erövrade någon medalj.

## Friidrott
Herrarnas 400 meter
- Samuel Sarkpa
  - Heat — 47,65 (→ gick inte vidare)

Herrarnas 5 000 meter
- Nimley Twegbe
  - Heat — 17:36,69 (→ gick inte vidare)

Herrarnas maraton
- Nimley Twegbe — fullföljde inte (→ ingen placering)

Damernas 100 meter
- Grace Ann Dinkins
  - Heat — 12.35s (→ gick inte vidare)